# Ángel Floro Martínez
Ángel Floro Martínez (Aýna; 24 de febrero de 1940-Zimbabue; 14 de marzo de 2023) fue un sacerdote católico español perteneciente al Instituto Español de Misiones Extranjeras (I.E.M.E), obispo emérito de Gokwe en Zimbabue.

## Biografía
En 1964 entró en el Instituto Español de Misiones Extranjeras. En 1999, el papa Juan Pablo II lo nombró obispo de Gokwe.
El 17 de diciembre de 2015, fue condecorado con la Encomienda de la Orden de Isabel la Católica.

«La fe con la cual usted lo ha conducido (a su rebaño) a través de la prosperidad y la adversidad: la esperanza con la que ha ayudado y sostenido el rebaño: la caridad con la cual, haciendo todo a todos, se ha puesto al servicio de sus necesidades, en recuerdo de las palabras de Cristo y de los Santos Apóstoles (...) ciertamente usted hizo manifiesto a su rebaño el buen olor de Cristo a través de la obra de la evangelización, que ha hecho con un gran mérito para el crecimiento de la Iglesia.»
Papa Francisco en el 50 aniversario de su ordenación sacerdotal.

El 28 de enero de 2017, el papa Francisco aceptó su renuncia, nombrando a su sucesor.

## Condecoraciones
- Encomienda de la Orden de Isabel la Católica.[4]